# 1956 (szám)
Az 1956 (római számmal: MCMLVI) az 1955 és 1957 között található természetes szám.

## A matematikában
A tízes számrendszerbeli 1956-os a kettes számrendszerben 11110100100, a nyolcas számrendszerben 3644, a tizenhatos számrendszerben 7A4 alakban írható fel.
Az 1956 páros szám, összetett szám. Kanonikus alakja 22 · 31 · 1631, normálalakban az 1,956 · 103 szorzattal írható fel. Tizenkét osztója van a természetes számok halmazán, ezek növekvő sorrendben: 1, 2, 3, 4, 6, 12, 163, 326, 489, 652, 978 és 1956.
Kilencszögszám.
Az 1956 érinthetetlen szám: nem áll elő pozitív egész számok valódiosztóösszeg-függvényeként..